# Raoul Pugno

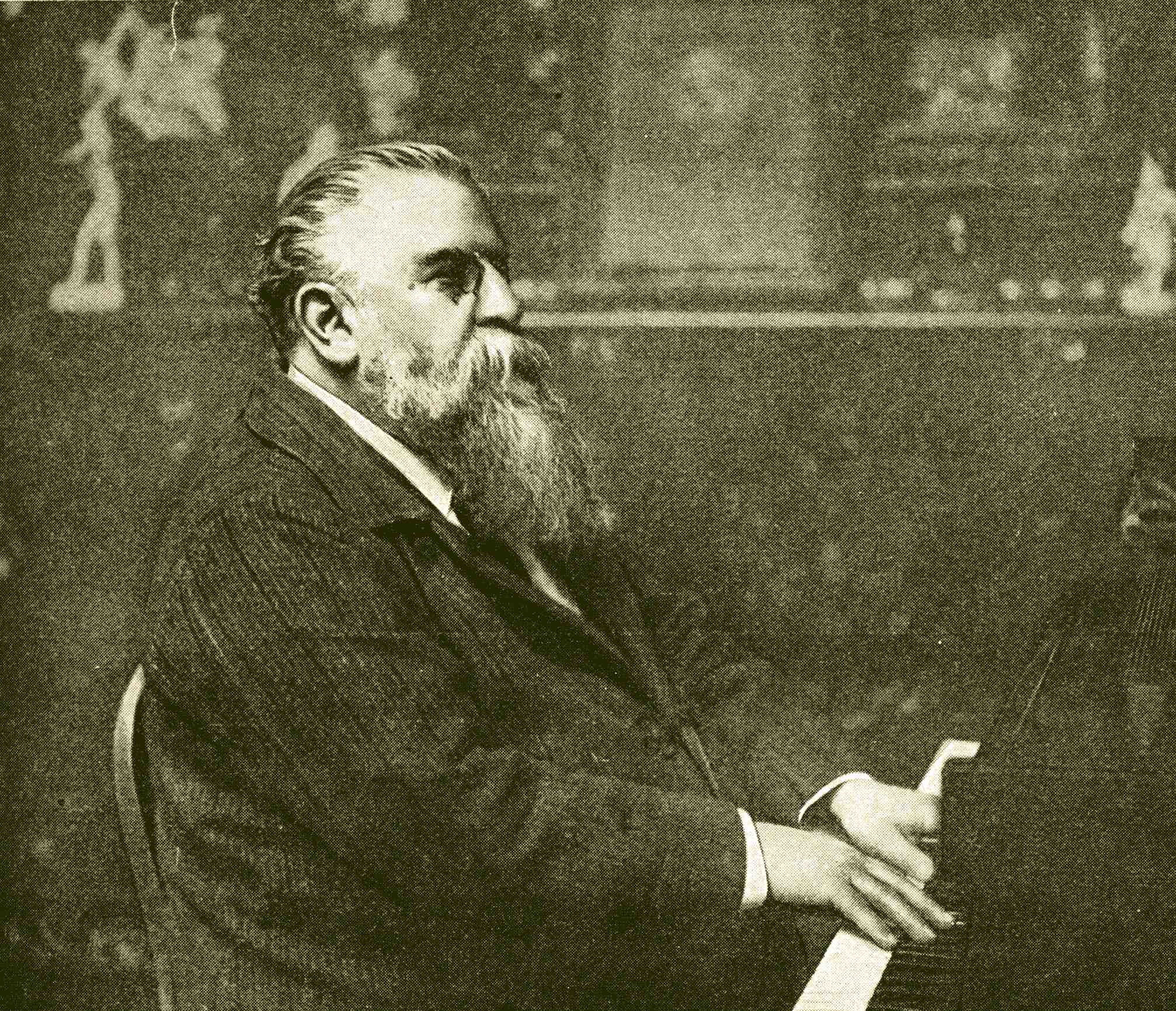
Raoul Pugno

Stéphane Raoul Pugno (23 iunie 1852, Paris – 3 ianuarie 1914) a fost un compozitor, organist și pianist francez.